# Se (magazine)
Pour les articles homonymes, voir Se.
Se est un magazine suédois de reportage-photo paru de 1938 à 1981. Fondé par le journaliste Carl-Adam Nycop et l'éditeur Åke Bonnier, il s'inscrit dans la lignée des magazines de photojournalisme américains de l'époque que sont Life ou Look.
Carl-Adam Nycop en a été le rédacteur en chef jusqu'en 1944, année où il l'a quitté pour fonder le journal Expressen. Plusieurs personnalités importantes de la presse écrite suédoise ont collaboré au magazine, dont le caricaturiste Rit-Ola, les photographes Lennart Nilsson, Anna Riwkin-Brick (sv) et K.W. Gullers (sv), ou les journalistes Rune Moberg (sv), Sven Sörmark et Gits Olsson (sv).
Durant les années 1960 et 1970, le titre a été en butte à des difficultés financières et s'est orienté vers un lectorat masculin, jusqu'à intégrer des images à caractère érotique dans les années 1970. Il a cessé de paraître en 1981.